# Te dejo en libertad
Te dejo en libertad è un singolo del gruppo musicale statunitense Ha*Ash, pubblicato il 11 luglio 2011 come secondo singolo dal quarto album in studio A tiempo.

## La canzone
La traccia, è stata scritta da Ashley Grace, Hanna Nicole, e José Luis Ortega.

## Video musicale
Il video è stato girato sotto forma di esibizione dal vivo. È stato pubblicato su YouTube il 20 luglio 2011. Il video ha raggiunto 454 milioni di visualizzazioni su Vevo.

### Primera fila: Hecho realidad versione
Il video è stato girato sotto forma di esibizione dal vivo dal album Primera fila: Hecho realidad (2014), con Ha*Ash che inizia a cantare con la sua band dinanzi ad un gruppo persone. Il video è stato girato a Città del Messico e diretto da Nahuel Lerena. È stato pubblicato su YouTube il 24 aprile 2015. Il video ha raggiunto 30 milioni di visualizzazioni su Vevo.

### En vivo versione
Il video è stato girato sotto forma di esibizione dal vivo dal album En Vivo (2019). Il video è stato girato a Auditorio Nacional, Città del Messico (Messico). È stato pubblicato su YouTube il 6 dicembre 2019.

## Tracce
Download digitale
1. Te dejo en libertad – 3:58 (Ashley Grace, Hanna Nicole, José Luis Ortega)

## Formazione
- Ashley Grace – voce, composizione, chitarra
- Hanna Nicole – voce, composizione, chitarra
- José Luis Ortega – composizione
- Áureo Baqueiro – programmazione, produzione
- Vicky Echeverri  – pianoforte
- Charlie García  – A&R

## Classifiche
| Classifica (2011)                       | Posizione massima |
| --------------------------------------- | ----------------- |
| Messico Airplay (billboard)             | 1                 |
| Messico Español Airplay (billboard)     | 1                 |
| Messico (Monitor Latino)                | 1                 |
| Stati Uniti Latin Pop Songs (billboard) | 29                |

## Premi
| Anno | Cerimonia                 | Premio                 | Esito           |
| ---- | ------------------------- | ---------------------- | --------------- |
| 2011 | Premios SACM              | Composizione dell'anno | Vincitore/trice |
| 2012 | Irresistible Awards Fanta | Canzone irresistibile  | Vincitore/trice |
| 2012 | Premios Oye               | Hit dell'anno          | Candidato/a     |
| 2015 | Premios Quiero            | Miglior video          | Candidato/a     |